# Lijst van steden in Utah
Deze lijst van steden in Utah bevat ook dorpen. 

## A
- Alpine
- Alta
- Altamont
- Alton
- Amalga
- American Fork
- Annabella
- Antimony
- Aurora

## B
- Ballard
- Bear River City
- Beaver
- Bicknell
- Big Water
- Blanding
- Bluffdale
- Boulder
- Bountiful
- Brian Head
- Brigham City

## C
- Cannonville
- Canyon Rim
- Castle Dale
- Castle Valley
- Cedar City
- Cedar Fort
- Cedar Hills
- Centerfield
- Centerville
- Charleston
- Circleville
- Clarkston
- Clawson
- Clearfield
- Cleveland
- Clinton
- Coalville
- Corinne
- Cornish
- Cottonwood Heights
- Cottonwood West

## D
- Delta
- Deweyville
- Draper
- Duchesne

## E
- East Carbon
- East Millcreek
- Elk Ridge
- Elmo
- Elsinore
- Elwood
- Emery
- Enoch
- Enterprise
- Ephraim
- Erda
- Escalante
- Eureka

## F
- Fairview
- Farmington
- Farr West
- Fayette
- Ferron
- Fielding
- Fillmore
- Fort Duchesne
- Fountain Green
- Francis
- Fruit Heights

## G
- Garden City
- Garland
- Genola
- Glendale
- Glenwood
- Goshen
- Granite
- Grantsville
- Green River
- Gunnison

## H
- Hanksville
- Harrisville
- Hatch
- Heber
- Helper
- Henefer
- Henrieville
- Hiawatha
- Highland
- Hildale
- Hinckley
- Holden
- Holladay
- Honeyville
- Hooper
- Howell
- Huntington
- Huntsville
- Hurricane
- Hyde Park
- Hyrum

## I
- Ivins

## J
- Joseph
- Junction

## K
- Kamas
- Kanab
- Kanarraville
- Kanosh
- Kaysville
- Kearns
- Kingston
- Koosharem

## L
- La Verkin
- Laketown
- Layton
- Leamington
- Leeds
- Lehi
- Levan
- Lewiston
- Lindon
- Loa
- Logan
- Lyman
- Lynndyl

## M
- Maeser
- Magna
- Manila
- Manti
- Mantua
- Mapleton
- Marysvale
- Mayfield
- Meadow
- Mendon
- Mexican Hat
- Midvale
- Midway
- Milford
- Millcreek
- Millville
- Minersville
- Moab
- Mona
- Monroe
- Montezuma Creek
- Monticello
- Morgan
- Moroni
- Mount Olympus
- Mount Pleasant
- Murray
- Myton

## N
- Naples
- Neola
- Nephi
- New Harmony
- Newton
- Nibley
- North Logan
- North Ogden
- North Salt Lake

## O
- Oak City
- Oakley
- Ogden
- Ophir
- Oquirrh
- Orangeville
- Orderville
- Orem

## P
- Panguitch
- Paradise
- Paragonah
- Park City
- Parowan
- Payson
- Perry
- Plain City
- Pleasant Grove
- Pleasant View
- Plymouth
- Portage
- Price
- Providence
- Provo

## R
- Randlett
- Randolph
- Redmond
- Richfield
- Richmond
- River Heights
- Riverdale
- Riverton
- Rockville
- Roosevelt
- Roy
- Rush Valley

## S
- Salem
- Salina
- Salt Lake City
- Sandy
- Santa Clara
- Santaquin
- Scipio
- Scofield
- Sigurd
- Smithfield
- Snowville
- South Jordan
- South Ogden
- South Salt Lake
- South Weber
- Spanish Fork
- Spring City
- Springdale
- Springville
- St. George
- Stansbury Park
- Sterling
- Stockton
- Sunnyside
- Sunset
- Syracuse

## T
- Tabiona
- Taylorsville
- Tooele
- Toquerville
- Torrey
- Tremonton
- Trenton
- Tropic

## U
- Uintah
- Union

## V
- Val Verda
- Vernal
- Vernon
- Vineyard
- Virgin

## W
- Wales
- Wallsburg
- Washington
- Washington Terrace
- Wellington
- Wellsville
- Wendover
- West Bountiful
- West Jordan
- West Point
- West Valley City
- White City
- Whiterocks
- Willard
- Woodland Hills
- Woodruff
- Woods Cross